# Zbinsko
Zbinsko (též Zbynsko, Zbiny, Zbyny, německy Pinskay) byla poustevna, jejíž do skály vytesané zbytky se nacházejí v oboře Židlov, na katastrálním území Svébořice, asi 3,5 km na východ od vsi Hvězdov, v bývalém vojenském prostoru Ralsko. Zbytky poustevny, vytesané do stěny v Divokém údolí (německy Wildtal), bývají často nesprávně považovány za zbytky hradu Zbyny, který se ve skutečnosti nacházel asi 200 m na jihozápad.

## Historie

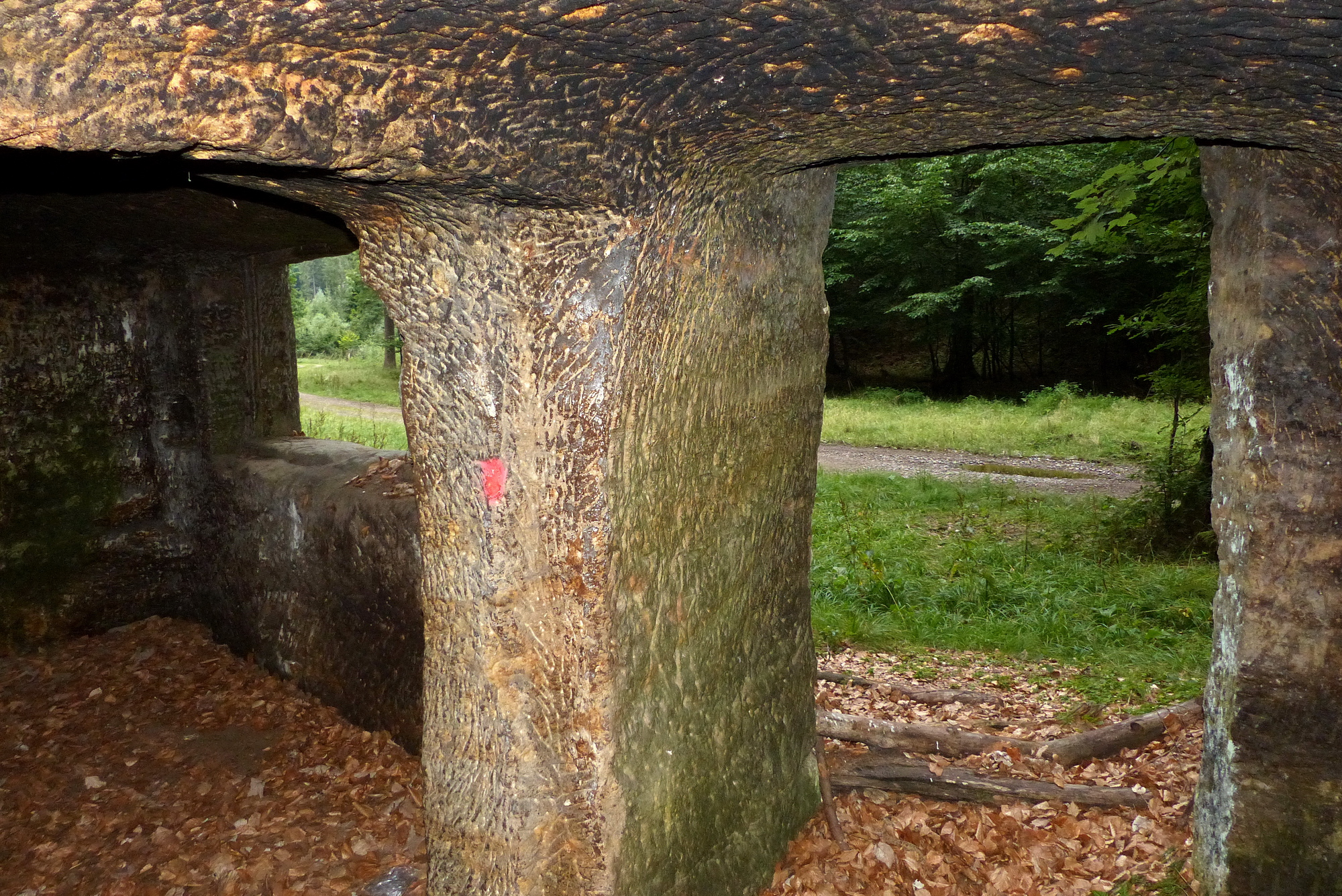
Poustevna Zbynsko, skalní místnost

Poustevnu nechal v 2. polovině 18. století vybudovat hrabě Adam Hartig, přičemž část nechal vysekat do pískovcové skalní stěny. V blízkosti pak přibyl lovecký zámeček se zahradou, po kterých se nedochovaly vůbec žádné stopy. Jménem známe pouze poustevníka fratera Jodocuse, v minulosti hraběcího myslivce, který zde žil minimálně od roku 1760 do své smrti roku 1777. V rámci josefínských reforem došlo Josefem  II. roku 1781 ke zrušení všech poustevnických řádů a poustevna byla opuštěna. Kolem poloviny 19. století objekt zámečku vyhořel a následně zanikl.
V Divokém údolí, patrně kolem poustevny a pod hradem, se dříve nacházela ves Zbyny, jež je  v psaných historických pramenech poprvé uváděna roku 1293. Další zpráva pochází až z roku 1582, kdy je zmiňován pouze les Zbinsko (či Zbynsko), který náležel ke Svébořicím.
Skalní místnosti mohly i po zrušení poustevny sloužit jako obydlí různým nemajetným osobám. Poslední osídlení Zbynského lesa představovala Zbynská hájovna (byla zde uložena pamětní kniha poustevny), která zanikla po 2. světové válce v souvislosti se vznikem vojenského prostoru.

## Současnost
Do současnosti se dochovala pouze čtveřice vytesaných místností s chodbou a schodištěm. V místnostech se nachází čtvercová okna a v hlavní místnosti je dochované topeniště s komínem.